# 喬瓦巴蒂斯塔·溫蒂提
喬瓦巴蒂斯塔·溫蒂提（義大利語：Giovanbattista Venditti；1990年3月27日—）是一位意大利橄欖球運動員。他是意大利國家橄欖球隊的一員，代表意大利參加了2015年世界盃橄欖球賽。